# Бен Амос
Бен Амос (англ. Ben Amos; нар. 10 квітня 1990, Маклсфілд) — англійський футболіст, воротар клубу «Болтон Вондерерз». На умовах оренди захищає кольори «Кардіфф Сіті».

## Клубна кар'єра
Народився 10 квітня 1990 року в місті Маклсфілд. Розпочав навчатися футболу в академії «Кру Александра». У 11 років Бен перейшов у молодіжний склад «Манчестер Юнайтед». Вперше з'явився на полі у складі юніорів «Манчестер Юнайтед» 8 жовтня 2005 року, замінивши Рона-Роберта Цілера. У сезоні 2005/06 регулярно сидів на лавці запасних, а в сезоні 2006/07 був основним голкіпером юніорів після підписання юніорського контракту.

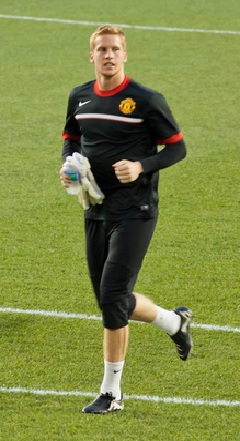
Бен Амос під час тренування у складі «Манчестер Юнайтед». 27 липня 2011 року

У сезоні 2007/08 справив хороше враження на тренерів команди та вирушив у турне по ПАР.
На турне Амос не зіграв жодного матчу, проте у всіх був заявлений запасним воротарем. Повертаючись з ПАР, «Юнайтед» зробив зупинку в Нігерії, де зіграв матч проти «Портсмута». Бен вийшов на заміну Томашу Кушчак на 76-й хвилині.
Дебют Амоса за основний склад «Юнайтед» в офіційному матчі відбувся 23 вересня 2008 року в третьому раунді Кубка ліги проти «Мідлсбро», в якому «Юнайтед» впевнено переміг з рахунком 3:1.
14 грудня 2008 року Амос вирушив до Японії на Клубний чемпіонат світу, оскільки воротар Бен Фостер на тренуванні пошкодив руку. «Манкуніанці» тріумфували на цьому турнірі, завдяки чому Амос здобув свій перший трофей.
29 жовтня 2009 року був відданий в місячну оренду в «Пітерборо Юнайтед», оскільки основний воротар команди Джо Льюїс отримав травму. В оренді зіграв один матч проти «Барнслі», в якому «Пітерборо Юнайтед» програв з рахунком 1:2.
У січні 2010 року футболіст був відданий в оренду в норвезький «Молде», за який пропустив чотири м'ячі в 10 матчах.
Після повернення до Англії, 19 травня 2010 року тренер «Манчестер Юнайтед» повідомив, що Бен Фостер покидає клуб і Амос буде в сезоні 2010/11 третім голкіпером команди, проте вже в січні 2011 року Бена віддають в оренду в «Олдем Атлетик», за який грав до кінця сезону, пропустивши 24 голи в 16 матчах.
У наступному сезоні 2011/12 Амос дебютував за «Манчестер Юнайтед» в Прем'єр-лізі, зігравши на нуль 31 січня 2012 року в домашній грі зі «Сток Сіті»
Протягом другої половини 2012 року на правах оренди захищав кольори команди клубу «Халл Сіті». Згодом знову були оренди — до Карлайл Юнайтед" у 2013—2014 та до «Болтон Вондерерз» у 2015. Саме останній клуб запропонував Амосу контракт влітку 2015 року, коли його угода з «Манчестер Юнайтед» завершилася. В сезоні 2015/16 був безумовним основним воротарем «Болтона».
Проте влітку 2016 року до «Вондерерз» приєднався досвідчений Марк Говард, якому було віддано місце у стартовому складі команди. Тож Амос вирішив відправитися в оренду до «Кардіфф Сіті».

## Виступи за збірні
2008 року дебютував у складі юнацької збірної Англії, взяв участь у 3 іграх на юнацькому рівні.
2009 та 2011 року залучався до складу молодіжної збірної Англії. На молодіжному рівні зіграв у 4 офіційних матчах.

## Титули та досягнення
- Клубний чемпіон світу (1):

«Манчестер Юнайтед»: 2008
- Володар Кубка ліги (1):
- «Манчестер Юнайтед»: 2008–09
- Чемпіон Англії (1):

«Манчестер Юнайтед»: 2012-13